# どんなんかな?阪大工学部
『どんなんかな?阪大工学部』（どんなんかな?はんだいこうがくぶ）は朝日放送ラジオ（ABCラジオ）で、2006年度から2010年度まで、年度下半期に放送されたラジオ番組である。大阪大学工学研究科・工学部が研究や学生生活を紹介する番組である。高野あさおが司会をつとめ、大阪大学の情報を紹介していた。

## 放送時間
- 2007年 - 2010年度：毎週日曜日21:30-22:00
- 2006年度（2006年10月2日 - 2007年3月26日）：毎週月曜日21:00-21:30

ABCラジオでは、2006年度下半期の月曜日から土曜日の同時間帯（21:00～21:30）を「ABCプレミアムボックス」と称していた。

## 番組内容
- 阪大教授のどんなんかな研究室

大阪大学工学部の教員が、インタビューに答える形で世界最先端の研究内容などを紹介する。
- かがくレンジャー・三谷がゆく

三谷昌登が「科学レンジャー」に扮して、大阪大学の研究生活に関することを取材し紹介する。第1回目の放送では「阪大グッズ」を紹介。
- 集まれ!かきくけ工学部

大阪大学の学生や留学生・OBらを招いて、学生生活に関する話を聞く。

## 関連番組
ABCラジオでは、2005年10月-2006年3月にも、大阪大学工学研究科・工学部の提供で、『羽谷直子のきゃぴきゃぴキャンパス@阪大』と題した番組を放送していた。